# Stålstick

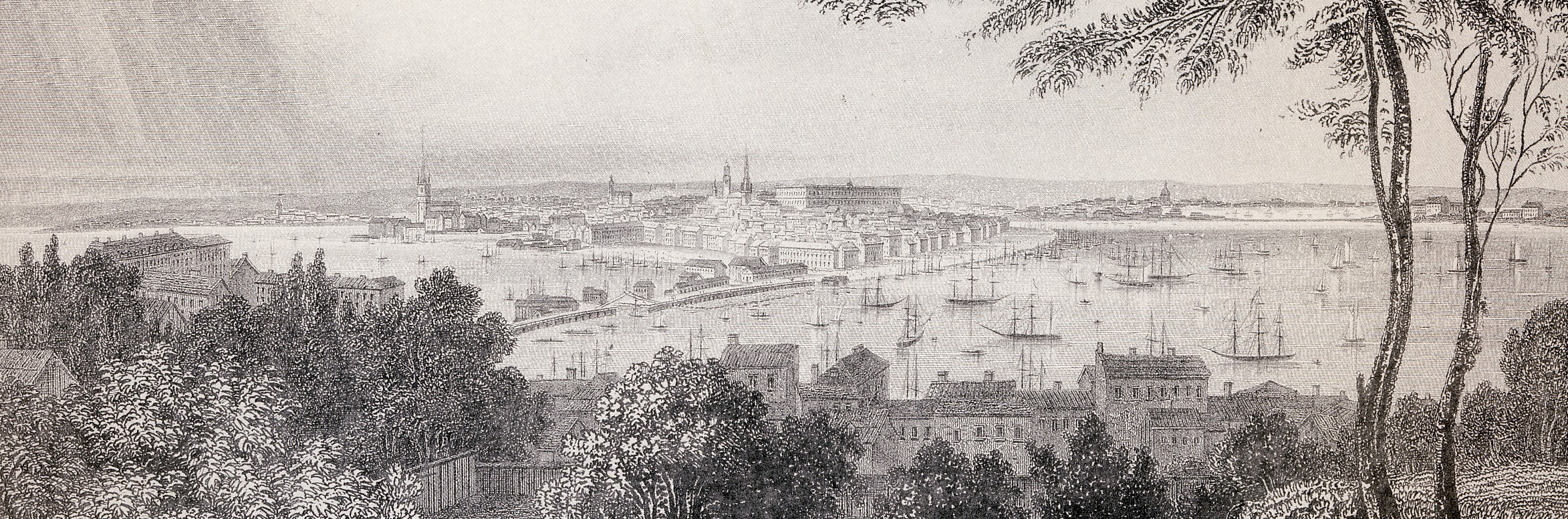
Johan Poppels Stockholmspanorama, stålstick från 1841

Stålstick, även kallat siderografi (av grekiskan: sideros, järn och grafein, skriva) är en tryckmetod som vidareutvecklades ur kopparstick. Stålstickstryck hade fördelen att det medgav ett mer detaljerat utförande samt framställning av ett stort antal kopior. Det användes (och används fortfarande) därför gärna till framställning av sedlar och frimärken, men kom även till användning i bokillustrationer. 
Amerikanen Jacob Perkins uppfann metoden och använde 1820 stålstick för första gången i samband med tryck av sedlar. Stålstick användes som mest under 1800-talet i huvudsakligen bokillustrationer innan det avlöstes av fotogravyren.